# Вільям Адам (архітектор)

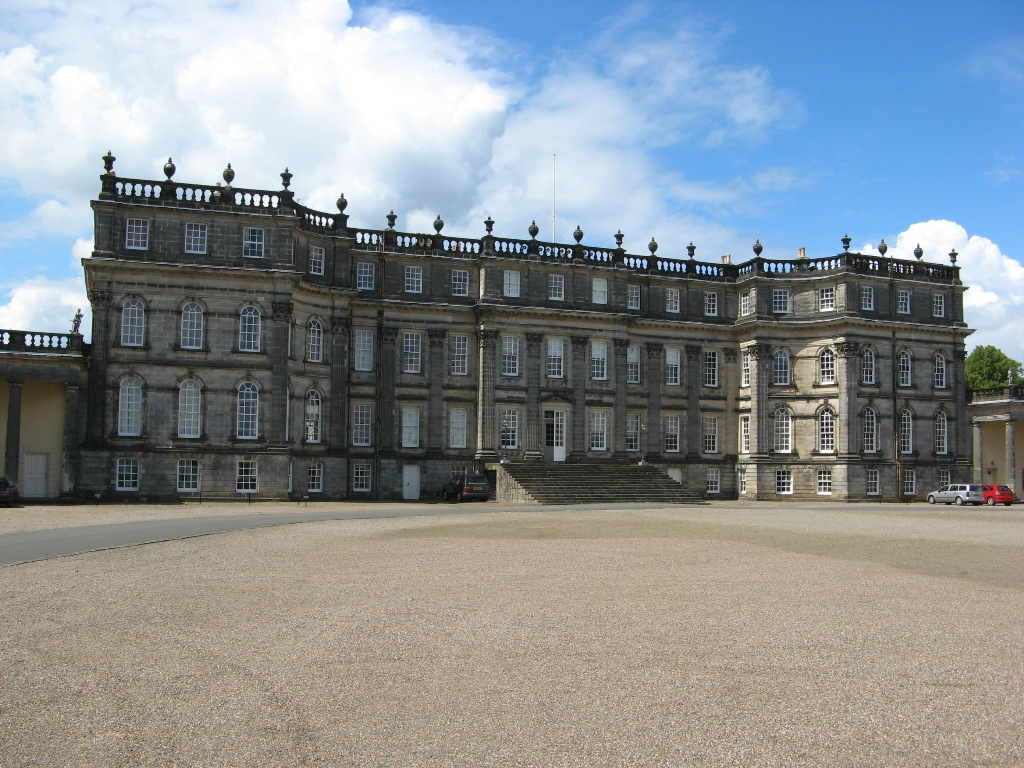
Будинок «Hopetoun House»

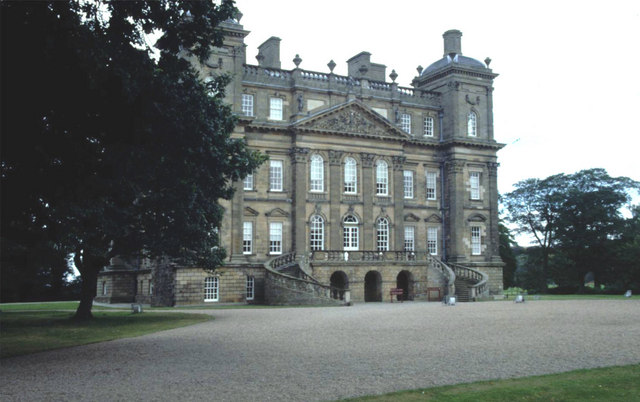
Будинок «Duff House»

Вільям Адам (англ. William Adam; 3 жовтня 1689, Лінктаун Ебботсхолл (нині Керколді, Файф) — 24 червня 1748, Единбург, Шотландія) — шотландський архітектор, муляр, підприємець, засновник неокласичного стилю і законодавець архітектурної моди. Вважався головним та універсальним архітектором свого часу в Шотландії.
Працював на стику бароко і палладіанського стилю. Серед його найвідоміших робіт — «Hopetoun House» поблизу Единбурга та «Duff House» у Банфі, кам'яний міст через р. Тей та ін..

## Життєпис
Онук (по матері) Вільяма Кранстоуна, третього лорда Кранстоуна. У 15-річному віці В. Адам закінчив школу, потім навчався у сера Вільяма Брюса. У подальшому, завдяки своєму батькові-муляру, почав освоювати мистецтво кам'яної кладки.

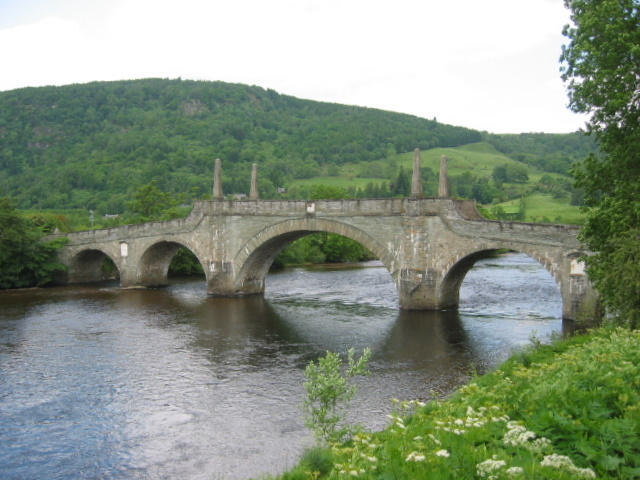
Міст на р. Тей (Аберфелді)

У 1714 році, спільно з лердом Вільямом Робертсоном із Ґледні, на його землях створив товариство каменярів, організував цегляне виробництво й у результаті отримав велике за обсягом замовлення від нідерландців.
У 1717 році Вільям Адам став членом Керкелдської гільдії каменярів. Впродовж наступних трьох років багато подорожував Францією та Нідерландами.

## Внесок в архітектуру
Вільям Адам був одним із передових шотландських архітекторів свого часу, чий архітектурний стиль, наближений до палладіанства, поєднувався з континентальною архітектурою й відрізнявся великою кількістю химерних деталей. Протягом усього творчого шляху В. Адам встиг спроектувати та побудувати безліч заміських будинків і громадських будівель, виступаючи в ролі як підрядника, так і архітектора.

## Родина
У Вільяма Адама та Мері Робертсон було десять дітей, що вижили:
- Джанет (1717 р.н.)
- Джон (1721 р.н., теж архітектор)
- Роберт (1728 р.н., теж архітектор)
- Джеймс (1732 р.н., теж архітектор)
- Вільям (1738 р.н.)
- Елізабет
- Гелен
- Маргарет
- Мері
- Сюзанна

Після смерті Вільяма Адама його старший син Джон успадкував сімейний бізнес і відразу взяв братів Роберта та Джеймса в партнери; така співпраця тривала до кінця 1750-тих років.